# Denise Braunschweig
Denise Braunschweig née Demay le 6 septembre 1918 à Clermont-Ferrand et morte le 14 mars 1998 à Paris 14e, est une pédopsychiatre et psychanalyste française.

## Biographie
Elle est née à Clermont-Ferrand, étudie la psychologie et la médecine, et devient membre de la Société psychanalytique de Paris. Elle exerce au Centre Georges Amado à Vitry-sur-Seine et est principalement connue pour ses travaux sur l'enfant et sa contribution à la création de l'Institut de psychosomatique de Paris, avec Pierre Marty, Catherine Parat, Michel de M'Uzan ou encore Michel Fain. Elle a participé à la création de la Revue française de psychosomatique en 1991, et a été membre de son comité de rédaction dès l'origine.
En 1965, Denise Braunschweig reçoit le prix Maurice Bouvet, pour son article intitulé Le narcissisme : aspects cliniques, publié dans la Revue française de psychanalyse.

## Activités de recherche
En 1975, dans La Nuit, le Jour, elle reprend sur un plan théorique, avec Michel Fain, la notion de « censure de l'amante » que celui-ci a définie en 1971 : il s'agit de mettre en évidence comment une distance s'établit, lors des soins que la mère donne à l'enfant, entre celle-ci et son enfant, grâce à sa rêverie qui mène ses pensées vers le père de l'enfant et permet une première triangulation dans la relation.

## Publications
- Avec Michel Fain
  - Eros et Antéros. Réflexions psychanalytiques sur la sexualité,  1971 (2013), In Press  (ISBN 2848352469)
  - La Nuit, le Jour. Essai psychanalytique sur le fonctionnement mental, collection « Le fil rouge », Puf, 1975  (ISBN 2130338364)
  - « Du démon du bien et des infortunes de la vertu », Revue française de psychosomatique, p. 151-172.
  - « Un aspect de la constitution de la source pulsionnelle », Revue française de psychanalyse, vol.45, n°1, 1981, p. 205-226.
- (Conférence éditée) Psychanalyse et réalité : à propos de la théorie de la technique psychanalytique, Puf, 1971
- « Les procédés autocalmants », Revue française de psychosomatique, 4, 1993.
- « Traces de Jung dans l'évolution théorique de Freud », Revue française de psychanalyse, 47, 1983, p. 1027-1044